# Hospice de la Charité (Mâcon)
L'hospice de la charité ou hôtel Soufflot est une ancienne institution de la Charité de Mâcon située au 249 rue Carnot.

## Historique
L’hospice de la charité de Mâcon a été fondé par Saint-Vincent de Paul en 1621 lors d’un bref séjour de celui-ci dans la ville alors qu’il était curé de Châtillon-sur-Chalaronne : il fut effectivement frappé lors de sa visite par le nombre de pauvres, car il en compta plusieurs centaines,.
C’est une des premières « Charités » de France, institution chargée de soigner les indigents et les déficients mentaux. C’était à l’origine un ensemble de vieilles maisons plus ou moins salubres, vieilles, et menaçant ruines situées près des murs de la ville, à proximité de la Saône.
En 1721, il y avait déjà 143 pensionnaires logées dans ces maisons qui étaient devenues insuffisantes et qu’il a fallu démolir. En 1744, l'insalubrité des lieux obligent les recteurs de renconstruire un nouveau bâtiment, celui qui persiste de nos jours. Il a été reconstruit à partir du 9 juillet 1752 sur des plans de Jacques-Germain Soufflot, natif d'Irancy en Bourgogne, architecte du roi Louis XV (qui a également établi les plans de l'Hôtel-Dieu de Mâcon). La construction a été placée sous la direction de Michel Minoya et les travaux furent achevés en novembre 1761.
C'était un grand bâtiment à quatre étages entourant une cour intérieure carrée transformée en jardin. Le bâtiment sud était affecté aux hommes, celui du nord aux femmes.
Il y avait également un petit établissement de bains dans lequel la mère de Lamartine Françoise-Alix de Lamartine devait mourir ébouillantée en novembre 1829 : en voulant tourner le robinet d'eau chaude elle en a arraché la clef qui est tombée dans la baignoire.
Le bâtiment comportait aussi une crèche de 30 places permettant aux mères de laisser leur enfant pour aller travailler et une œuvre dite du berceau pour les enfants de tout âge dont la mère était hospitalisée.

## Architecture

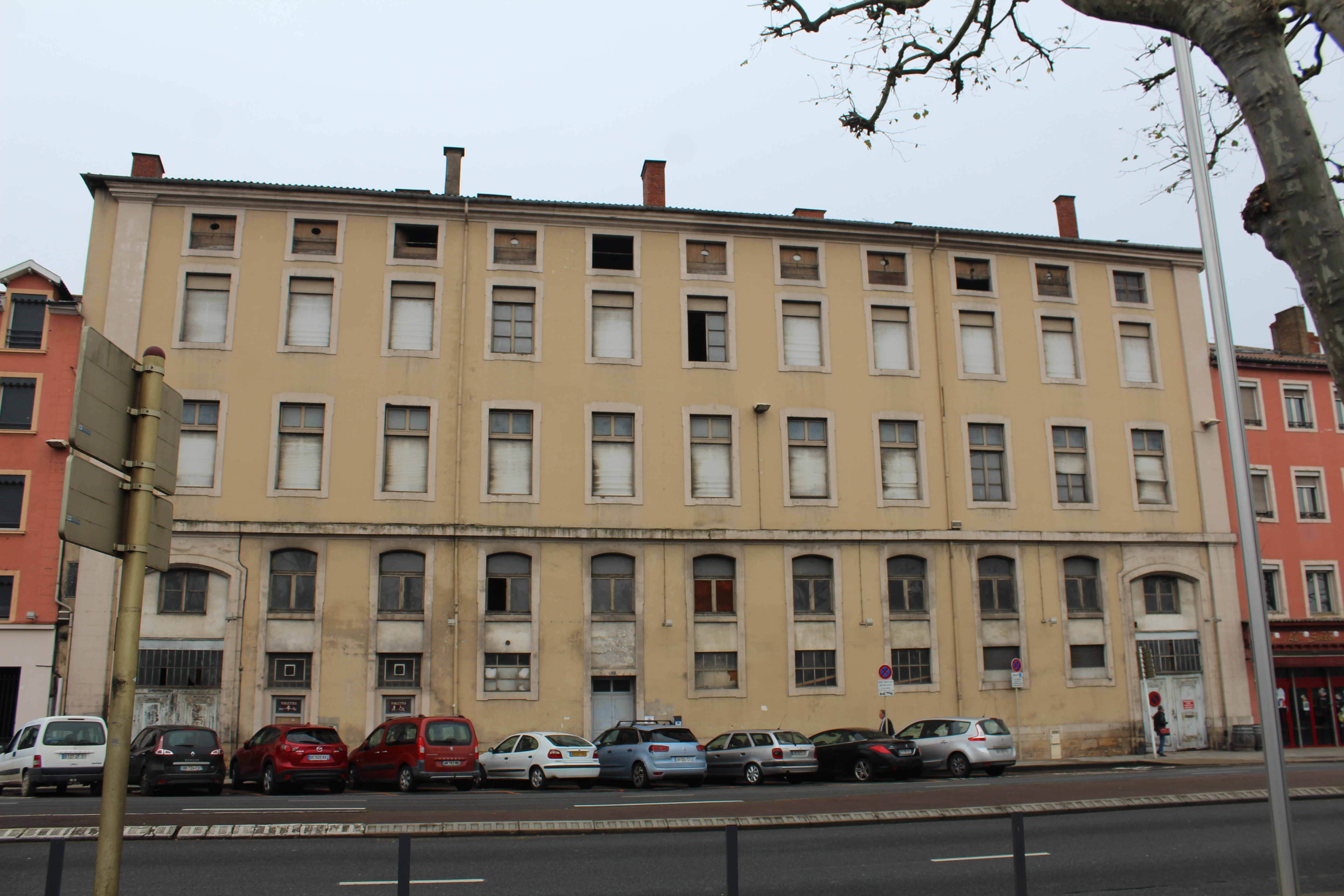
L'hospice vu des quais.

En raison de la proximité de la Saône et de la possibilité d’inondations, les caves ont été placées au rez-de-chaussée. La situation du bâtiment dans la ville créait une autre difficulté, à savoir sa façade ouest qui donnait sur une rue étroite. Cette difficulté fut résolue par une façade en retrait sur la rue Carnot.
Le bâtiment actuel comprend quatre corps de bâtiments qui encadrent une cour carrée, donnant l’impression d’un cloître. Cette cour a été surélevée de 4 mètres à cause des crues régulières de la Saône. Il présente une façade sur la rue Nationale et une autre sur la rue Carnot, la plus intéressante. En effet, côté Saône, la façade paraît négligée à cause, aujourd'hui détruits, qui cachaient l'hospice et ne présentaient donc aucun intérêt. Ce bâtiment est remarquable pour plusieurs raisons principalement côté « façade Carnot » où l’on distingue deux portes : celle de la Chapelle et celle de l’Hospice.
- À côté de la porte d’entrée de l'Hospice, on remarque le fameux tour d'abandon des enfants, un des rares qui subsiste encore en France. C’est un tour en bois dans lequel les mères pouvaient déposer leurs nouveau-nés, avant d’alerter, en tirant sur une cloche, la sœur tourière chargée de recueillir de l’autre côté les enfants ainsi abandonnés de façon anonyme. Cette « ingénieuse invention de la charité chrétienne qui a des mains pour recevoir et qui n'a point d'yeux pour voir et point de bouche pour révéler » selon Alphonse de Lamartine devait cependant disparaître après leur interdiction en 1904, car considérée comme un encouragement à la débauche.

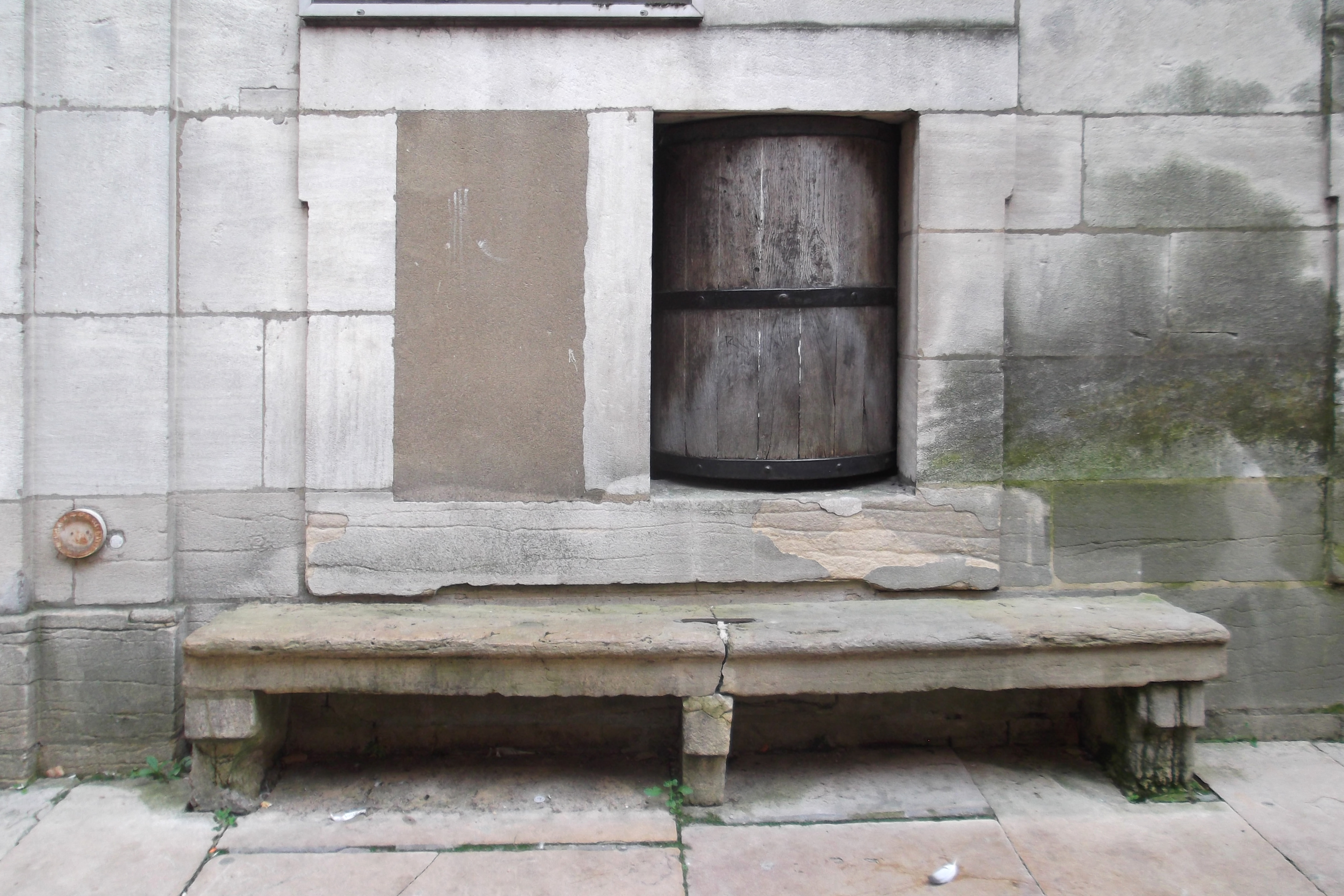
Le tour pour l'abandon des enfants.

- Quant à la Chapelle située à l’angle nord de la façade Carnot, elle a été inscrite à l'Inventaire en 1982[3]. De part et d’autre de sa porte d’entrée on remarque de chaque côté un tronc sur lequel on peut lire : « Tronc pour les pauvres de La Charité – 1762 » qui rappelle la date de construction de l'édifice. À l’intérieur, on constate qu'elle est construite selon une forme en ellipse ; elle est surmontée d’une coupole étoilée. Les piliers reliés par des arcades supportent deux étages de tribunes: un accès par les étages de l’hospice permettait aux malades d’assister depuis les tribunes aux offices sans descendre au rez-de-chaussée. Les balustrades en fer forgé qui ornent les galeries sont également classées Monument historique[3].

« Soufflot a réalisé ici, à l’aide de structures gothiques, un édifice dont l’ambiance intérieure n’est pas sans rappeler les théâtres à l’italienne », commente Jean-François Garmier.

## Perspectives
En 2000, l’édifice servait encore de résidence pour personnes âgées.
Depuis cette date le bâtiment désaffecté, propriété privée du Centre Hospitalier de Mâcon, est laissé quasi à l’abandon. Il a été racheté en 2011 pour un euro symbolique par la municipalité et l'on ne sait pas quelle sera son affectation définitive.
Une association locale « Sauvegarde de Soufflot et du patrimoine Mâconnais » œuvrait activement pour que l’édifice revienne au domaine public et soit inscrit monument historique dans sa totalité (seule la chapelle était inscrite depuis 1982) et finalement soit rendu aux visites.
Après avoir fait l'objet d'une inscription en 2012, le bâtiment a été classé en totalité par arrêté du 28 juin 2013.
Le bâtiment est en voie de sauvetage et rénovation complète par le Groupe François 1er à la suite de sa commercialisation sous forme d'appartements destinés aux investisseurs souhaitant défiscaliser au titre de la loi Monuments Historiques.
En février 2021, l'opération de réhabilitation est achevée.